# Belfast Brigade (bài hát)
"Belfast Brigade" là một bài hát nổi tiếng của Ireland. Bài hát này sử dụng nhạc phổ của bài "Battle Hymn of the Republic".
Bài hát nói về lữ đoàn Belfast của quân đội Ireland trong cuộc chiến tranh giành độc lập 1916 chống lại đế quốc Anh. Nhân vật Cravington trong bài hát chính là James Craig, Bá tước thứ nhất của Craigavon, người được cho là đã đưa "lực lượng đặc biệt" tức Cảnh sát Đặc biệt Ulster đến để đàn áp phong trào độc lập của người dân địa phương. Rất nhiều tín đồ Công giáo, tôn giáo chính của Ireland, đã bị lực lượng này sát hại.
Có nhiều phiên bản khác nhau của lời bài hát với đôi chút khác biệt. Phiên bản của Christy Moore có câu đầu viết là "Những người mặc đồ đen và nâu từ Luân Đôn đến bắn giết người dân", ám chỉ đến trang phục của Lực lượng Trừ bị của Cảnh sát Hoàng gia Ireland. Một phiên bản khác đề cập đến nội chiến Ireland 1922-1923 có câu "chúng tôi chiến đấu vì nước Cộng hòa còn Nhà nước Tự do của các người thì đi chết đi !". Một phiên bản khác đả kích các tín đồ Tin Lành thân Anh của Học viện Orange Trung thành với câu "bọn Orange sẽ sống trong sợ hãi". Sau này, lữ đoàn cùng tên của quân đội lâm thời Ireland sử dụng một phiên bản chỉnh sửa nhỏ của bài hát, với câu đầu là "quân đội Anh đến Belfast để bắn giết người dân".
Bài hát có nhắc đến khẩu hiệu nổi tiếng của lữ đoàn Belfast là "Không đầu hàng !".

## Lời bài hát
Craigavon sent the Specials out to shoot the people down,

He thought the IRA were dead in dear old Belfast town,

But he got a rude awakening with rifle and grenade,

He met the First Battalion of the Belfast Brigade.
Điệp khúc
Glory, glory to old Ireland,
Glory, glory to this island,
Glory to the memory of the men who fought and died,
"No surrender" is the war cry of The Belfast Brigade.
Specials came from Holywood equipped with English guns,

Men by the thousand ammunition by the ton,

But when they got to Belfast they were seriously delayed,

By the fighting First Battalion of the Belfast Brigade.
Điệp khúc
We have no ammunition no armoured tanks to show,

But we're ready to defend ourselves no matter where we go,

We're out for our Republic and to hell with your Free State,

We are the fighting First Battalion of the Belfast Brigade.
Điệp khúc
Come all you gallant Irishmen and join the IRA

We'll strike a blow for freedom when it comes a certain day,

You know your country's history and the sacrifice it made,

Come join the First Battalion of the Belfast Brigade.